# Chelonus cavipodex
Chelonus cavipodex är en stekelart som beskrevs av De Saeger 1948. Chelonus cavipodex ingår i släktet Chelonus och familjen bracksteklar. Inga underarter finns listade i Catalogue of Life.